# The Crutch
The Crutch är ett bergspass i Sydgeorgien och Sydsandwichöarna (Storbritannien). Det ligger i den nordvästra delen av Sydgeorgien och Sydsandwichöarna. The Crutch ligger 190 meter över havet.
Terrängen runt The Crutch är huvudsakligen kuperad, men åt sydost är den platt. Havet är nära The Crutch österut.  Det finns inga samhällen i närheten. 